# Катастрофа A310 в Иркутске
Катастрофа A310 в Иркутске — крупная авиационная катастрофа, произошедшая в воскресенье 9 июля 2006 года. Авиалайнер Airbus А310-324 авиакомпании «Сибирь» выполнял плановый внутренний рейс SBI778 по маршруту Москва—Иркутск, но после посадки в пункте назначения выкатился за пределы взлётной полосы аэропорта Иркутска и врезался в гаражный комплекс и разрушился. Из находившихся на его борту 203 человек (195 пассажиров и 8 членов экипажа) погибли 125.
Расследование Межгосударственного авиационного комитета (МАК) показало, что самолёт был сброшен с ВПП двигателем №1 (левый), внезапно перешедшим во взлётный режим в момент включения экипажем реверса двигателя №2 (правый).

## Сведения о рейсе 778

### Самолёт

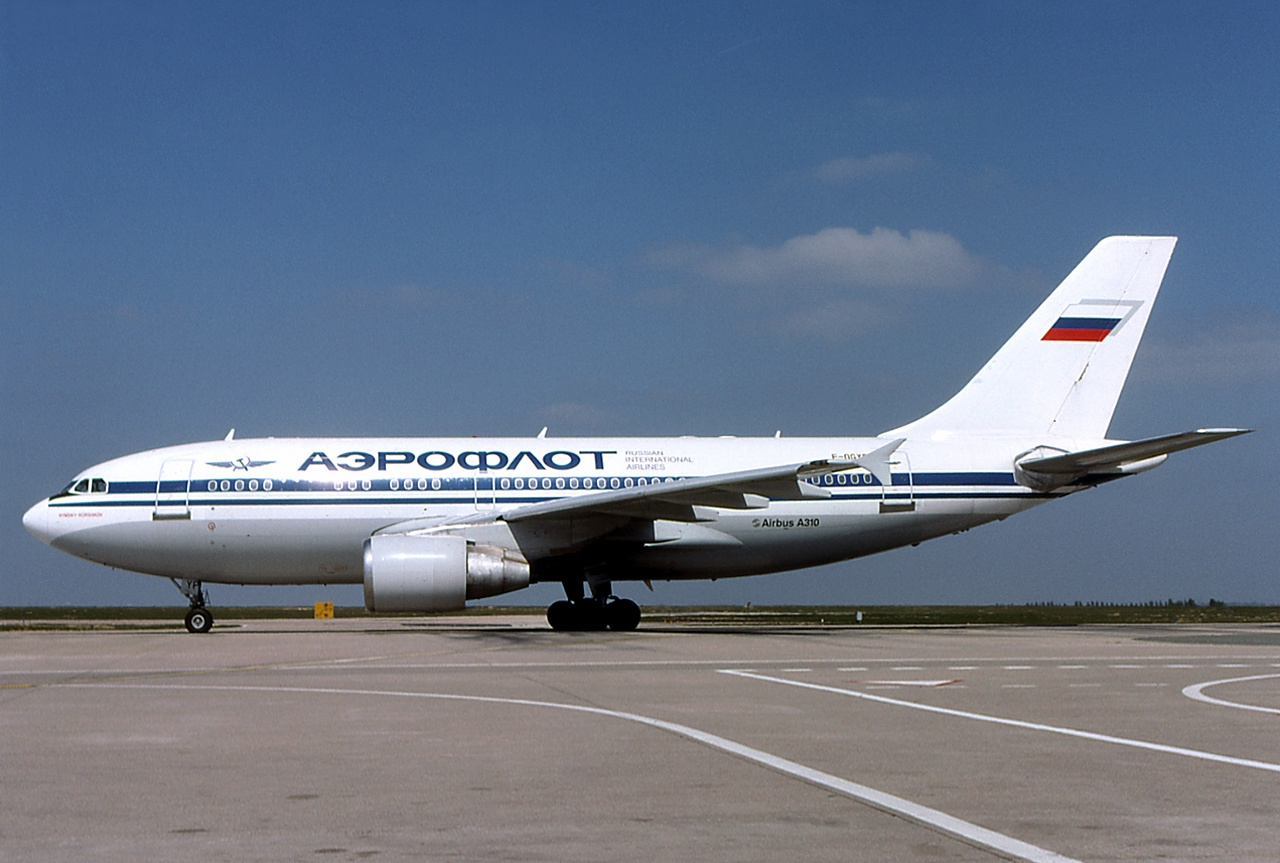
Разбившийся самолёт в 1997 году (в период эксплуатации в «Аэрофлоте»)

Airbus A310-324 (регистрационный номер F-OGYP, серийный 442) был собран во Франции, выпущен в 1987 году (первый полёт совершил 3 апреля под тестовым б/н F-WWCZ). 17 июня того же года был передан авиакомпании Pan American, в которой получил бортовой номер N812PA и имя Clipper Freedom. 1 ноября 1991 года был сдан в лизинг авиакомпании Delta Air Lines. 1 мая 1995 года самолёт был куплен авиакомпанией «Аэрофлот», в которой получил постоянный б/н F-OGYP и имя Rymsky-Korsakov. 7 мая 2004 года был взят в лизинг авиакомпанией «Сибирь». Оснащён двумя двухконтурными турбовентиляторными двигателями Pratt & Whitney PW4152. На день катастрофы 19-летний авиалайнер совершил 12 550 циклов «взлёт-посадка» и налетал 59 865 часов.

### Экипаж и пассажиры
Состав экипажа рейса SBI778 был таким:
- Командир воздушного судна (КВС) — 45-летний Сергей Геннадьевич Шибанов. Очень опытный пилот, проработал в авиакомпании «Сибирь» 9 лет и 7 месяцев (с 25 ноября 1996 года). Управлял самолётами Ан-2, Ан-12, Ан-24, Boeing 757 и Ту-154. В должности командира Airbus A310 — с 1 июня 2005 года (до этого управлял им в качестве второго пилота). Налетал 10 611 часов, 1056 из них на Airbus A310 (1013 из них в качестве КВС).
- Второй пилот — 48-летний Владимир Григорьевич Черных. Опытный пилот, проработал в авиакомпании «Сибирь» 9 лет и 6 месяцев (с 13 декабря 1996 года). Управлял самолётами Ан-26 (в должности КВС) и Ту-154 (в должности второго пилота). В должности второго пилота Airbus A310 — с 5 мая 2006 года. Налетал 9971 час, 158 из них на Airbus A310.

В салоне самолёта работали 6 бортпроводников:
- Андрей Владимирович Дьяконов, 34 года — старший бортпроводник. В авиакомпании «Сибирь» с 21 июня 2004 года. Налетал 3356 часов, 274 из них на Airbus A310.
- Ольга Геннадьевна Дмитриенко, 25 лет. В авиакомпании «Сибирь» с 10 декабря 2003 года. Налетала 2133 часа, 699 из них на Airbus A310.
- Дарина Викторовна Заборная, 21 год. В авиакомпании «Сибирь» с 12 июля 2004 года. Налетала 1257 часов, 252 из них на Airbus A310.
- Виктория Владимировна Зильберштейн, 22 года. В авиакомпании «Сибирь» с 17 августа 2004 года. Налетала 1387 часов, 360 из них на Airbus A310.
- Мария Олеговна Пронина, 29 лет. В авиакомпании «Сибирь» с 21 июня 2004 года. Налетала 1456 часов, 188 из них на Airbus A310.
- Татьяна Владимировна Егорова, 23 года. В авиакомпании «Сибирь» с 7 сентября 2004 года. Налетала 1351 час, 190 из них на Airbus A310.

| Гражданство | Пассажиры | Экипаж | Всего |
| ----------- | --------- | ------ | ----- |
| Россия      | 181       | 8      | 189   |
| Беларусь    | 3         | 0      | 3     |
| Германия    | 3         | 0      | 3     |
| Китай       | 3         | 0      | 3     |
| Польша      | 2         | 0      | 2     |
| Молдова     | 2         | 0      | 2     |
| Азербайджан | 1         | 0      | 1     |
| Всего       | 195       | 8      | 203   |

Всего на борту самолёта находились 203 человека — 8 членов экипажа и 195 пассажиров.

## Хронология событий

### Полёт, заход на посадку
9 июля 2006 года в 17:17 рейс SBI778 вылетел из московского аэропорта Домодедово и взял курс на Иркутск. Взлёт, набор высоты и полёт по маршруту прошли без отклонений.
В 22:00 перед входом в зону УВД Иркутска экипаж принял информацию АТИС «Лима» о метеоусловиях в аэропорту Иркутск: Ветер у земли — 280 градусов 4м/c, видимость 3500, слабый ливневый дождь, облачность сплошная кучево-дождевая 170, температура +11, давление 707 мм рт ст или 943 гПа. Состояние ВПП: мокрая, 100 %, слой 2 мм, сцепление 0,5. До этого в 21:46 на высоте 11 100 метров на скорости 490 км/ч при прохождении пункта обязательных донесений (ПОД) «Лонка» экипаж доложил авиадиспетчеру РЦ Иркутска расчётное время прибытия в аэропорт в 22:40, о запасном аэродроме Братск и получил указание диспетчера следовать на эшелоне FL370 (11 300 метров) до расчётного времени начала снижения для занятия на ПОД «Раздолье» эшелона 5700 метров.
В 22:16 лайнер был выведен в расчетную точку начала снижения, о чём экипаж доложил авиадиспетчеру сначала на аварийной частоте, затем на частоте 124,7 МГц, и получил разрешение на снижение до 5700 метров на «Раздолье». В 22:25 пилоты доложили о пролёте ПОД «Раздолье» на высоте 5700 метров, принятии информации АТИС «Лима» (для прилёта) и переведён на связь с «Иркутск—Подход» на частоте 125,2 МГц. Диспетчер подхода подтвердил экипажу рейса 778 местонахождение самолёта и разрешил снижение до высоты 2100 метров. В процессе снижения на высоте 4200 метров по команде КВС на 3 минуты была включена ПОС крыла.
В 22:32 экипаж прослушал информацию АТИС «Майк» (для прилёта), в соответствии с которой незначительно изменилось направление ветра у земли с 280º на 270º, высота нижней границы облаков увеличилась со 170 метров до 190. Остальные параметры остались без изменений: скорость ветра 4м/c, видимость 3500 м, слабый ливневый дождь, 8 октантов кучево-дождевой облачности.
В 22:36:46 второй пилот сообщил авиадиспетчеру о нахождении в районе третьего разворота на высоте 900 метров и получил информацию о нижнем крае облаков 190 метров и разрешение на снижение до высоты 850 метров к четвёртому развороту. После выполнения 3-го разворота с использованием автопилота (на скорости 325 км/ч и высоте 920 метров) второй пилот по команде КВС увеличил угол отклонения закрылков до 20°. Режим AFS был переключён в режим управления по заданным значениям курса и вертикальной скорости.
В 22:38:12 второй пилот доложил диспетчеру о выполнении четвёртого разворота на высоте 850 метров, на что получил указание работать с вышкой на частоте 118,1 МГц. После выхода из четвёртого разворота перед началом предпосадочного снижения экипаж включил ПОС крыла, которая находилась во включённом состоянии вплоть до приземления в Иркутске.
В 22:40 авиадиспетчер аэропорта Иркутска проинформировал экипаж: Сибирь 778, удаление 15, на курсе, подходите к глиссаде.
В 22:40:18 второй пилот сообщил: Сибирь 778, снижаюсь, шасси выпущены, к посадке готов, на что получил разрешение диспетчера на выполнение посадки. В 22:42:40 на высоте 240 метров (согласно схеме захода — 245 метров) на скорости 257 км/час был пройден ДПРМ, о чём второй пилот доложил авиадиспетчеру. В 22:42:43 были включены носовые посадочные фары. В 22:42:45 экипаж включил стеклоочистители. За 30 метров до подхода к ВПР второй пилот проинформировал об этом командира.
В 22:43:13, в 1500 метрах от порога взлётной полосы № 30 и на высоте 105 метров, экипаж выключил автопилот № 1, а через 2 секунды отключил автомат тяги. В 22:43:40 рейс SBI778 сел на ВПП № 30 аэропорта Иркутска.

### Катастрофа
Через несколько секунд после касания ВПП рычаг управления реверсом двигателя № 2 (правый) был переведён на режим максимальной реверсивной тяги. Рычаг управления реверсом двигателя № 1 (левый) задействован не был, он находился в режиме «малый газ», реверс был деактивирован. В момент выхода правого двигателя на максимальный реверс левый двигатель увеличил режим до значительной прямой тяги и оставался в этом режиме до катастрофы. Реверсивная тяга правого двигателя постепенно уменьшалась в течение 16 секунд, реверс выключился и двигатель перешёл во взлётный режим. В это же время интерцепторы автоматически убрались из-за увеличения прямой тяги правого двигателя. Возникшую асимметрию экипаж парировал рулём направления.
Через 15 секунд после касания ВПП пилоты применили тормоза шасси. Перед выкатыванием с ВПП экипаж вновь включил реверс двигателя № 2, но было уже поздно. В 22:44:37 неуправляемый рейс SBI778 на скорости около 180 км/ч выкатился за пределы взлётной полосы, пробил бетонное ограждение аэропорта и разнёс ряд частных гаражей. В результате столкновения вся носовая часть лайнера полностью разрушилась, в салоне начался пожар.

### Выборочная расшифровка переговоров
| 22:16:18 | Ди  | Сибирь 778, снижайтесь 5700.                                                                                          |
| 22:16:21 | 2П  | Сибирь 778, снижаюсь 5700.                                                                                            |
| 22:16:24 | 2П  | Ну не переключил частоту, бл…ь.                                                                                       |
| 22:16:28 | 2П  | Ночь, не высыпаемся ни х…я!                                                                                           |
| 22:19:07 | 2П  | Дали на одной схеме набить India Papa, на другой — India Romeo, бл…ь. У тебя что?                                     |
| 22:19:20 | КВС | India Romeo. |
| 22:19:23 | 2П  | А там по-русски, всё правильно. Это не India Papa, а «И» и «Рэ». Вот, для русских книга есть, но, гады, по-русски бы. |
| 22:19:37 | КВС | Ну да. |
| 22:20:41 | 2П  | И так ничего не видно, что за х…йня!                                                                                  |
| 22:20:42 | КВС | Зае…ал этот реверс.                                                                                                   |
| 22:39:24 | КВС | Landing Check List.                                                                                                   |
| 22:39:25 | 2П  | One miles to go, ой, в смысле one mile.                                                                               |
| 22:39:31 | КВС | Нет, Landing Check List.                                                                                              |
| 22:39:32 | 2П  | Landing Check List.                                                                                                   |
| 22:39:49 | 2П  | Landing Check List completed.                                                                                         |
| 22:39:52 | 2П  | Так, чуть-чуть влево.                                                                                                 |
| 22:40:17 | 2П  | Сибирь 778, снижаюсь, шасси выпущены, к посадке готов.                                                                |
| 22:40:23 | Ди  | Сибирь 778, посадку разрешаю.                                                                                         |
| 22:41:59 | 2П  | На курсе. |
| 22:42:05 | 2П  | Так, по высоте идём, удаление 4 мили, нормально.                                                                      |
| 22:43:40 |     | Рейс SBI778 садится на ВПП.                                                                                           |
| 22:43:54 | КВС | Breaking at eighty.                                                                                                   |
| 22:44:00 | КВС | Breaking. |
| 22:44:04 |     | Продолжающийся прерывистый сигнал ЕСАМ.                                                                               |
| 22:44:11 | 2П  | Сибирь 778, посадка.                                                                                                  |
| 22:44:14 | Ди  | Сибирь 778, посадка в 44 минуты, влево по РД № 6.                                                                     |
| 22:44:18 | КВС | Что такое? |
| 22:44:18 | 2П  | Обороты растут! |
| 22:44:19 | КВС | Ещё раз реверс! |
| 22:44:20 | 2П  | Выкатываемся! |
| 22:44:27 | 2П  | Почему? |
| 22:44:28 | КВС | Не знаю. |
| 22:44:31 | 2П  | Ё-моё!!! |
| 22:44:32 | КВС | Выключаем двигатели!!!                                                                                                |
| 22:44:34 |     | Звук шасси, бегущих по грунту.                                                                                        |
| 22:44:37 |     | Звук удара. |
| 22:44:40 |     | Грохот усиливается.                                                                                                   |
| 22:44:41 |     | Конец записи. |

### Погибшие и раненые
В катастрофе погибли 125 человек — 5 членов экипажа (КВС, второй пилот и 3 бортпроводника (Дьяконов, Заборная и Пронина)) и 120 пассажиров; среди погибших оказалась Мария Распутина, дочь писателя Валентина Распутина. Выжили 78 человек — 75 пассажиров и 3 стюардессы (Зильберштейн, Дмитриенко и Егорова), 63 из них получили ранения. Они были госпитализированы, причём некоторые с серьёзными травмами.
Слова уцелевшей пассажирки:
Сначала я, кажется, потеряла сознание и упала, потому что воздуха не хватало. Видимо, кто-то случайно ногой меня подтолкнул или споткнулся, но я передвинулась ближе к выходу. Дым был в основном наверху, а я оказалась головой внизу, вдохнула воздух, и только благодаря этому начала шевелиться и ползти к выходу.
Количество выживших (по рядам самолёта):
| Ряд                   | 1 | 2 | 15 | 16 | 17 | 18 | 19 | 20 | 21 | 22 | 25 | 26 | 27 | 28 | 29 | 30 | 31 | 32 | 33 | 34 | 35 | 36 | 37 | 38 | 39 | 40 | 41 | 42 |
| --------------------- | - | - | -- | -- | -- | -- | -- | -- | -- | -- | -- | -- | -- | -- | -- | -- | -- | -- | -- | -- | -- | -- | -- | -- | -- | -- | -- | -- |
| Количество пассажиров | 1 | 2 | 3  | 5  | 8  | 8  | 8  | 8  | 8  | 3  | 7  | 8  | 8  | 8  | 8  | 8  | 8  | 8  | 8  | 8  | 8  | 8  | 8  | 8  | 7  | 7  | 7  | 6  |
| Количество выживших   | 0 | 0 | 0  | 2  | 2  | 2  | 3  | 5  | 2  | 0  | 2  | 3  | 1  | 1  | 1  | 4  | 2  | 3  | 2  | 3  | 3  | 5  | 2  | 2  | 4  | 5  | 3  | 1  |

### Подвиг Андрея Дьяконова
На борту рейса 778 были шестеро бортпроводников. Двое из них, в том числе Андрей Дьяконов, находились в хвосте — за последним рядом экономкласса, каждый у своего борта. Сначала произошёл взрыв у правого борта самолёта. Напарница Дьяконова, сидевшая справа, погибла сразу. Салон загорелся, повалил дым, возникла паника.
Оставшиеся в живых пассажиры рассказали, что Дьяконов действовал строго по инструкции. Он с силой выбил заклинившую дверь самолёта и начал выпускать пассажиров, оставаясь в горящем салоне самолёта, в двух шагах от спасительного выхода. Он буквально выталкивал людей из горящего салона. Потом горящий самолёт начал разваливаться на части. Выпрыгнуть Андрей, видимо, просто не успел, до последнего выпуская людей.
Ценой своей жизни Андрей Дьяконов спас около 30 человек. Он был награждён Орденом Мужества посмертно.

### Подвиг Виктории Зильберштейн
22-летняя стюардесса Виктория Зильберштейн после выкатывания самолёта с ВПП, удара о гаражи и начала пожара сумела выбраться из-под завала кресел и багажа, добраться до аварийного люка над крылом и открыть его. Благодаря действиям стюардессы через спасательный люк сумели выбраться 20 пассажиров, последней через этот выход покинула самолёт Виктория.
Во время катастрофы Виктория Зильберштейн получила сотрясение мозга и после катастрофы находилась на лечении в больнице имени Склифосовского, откуда была выписана и допущена к лётной работе.
В декабре 2006 года Уполномоченный по правам человека в РФ Владимир Лукин вручил Виктории Зильберштейн медаль «Спешите делать добро». Также Виктория Зильберштейн была награждена медалью «За отвагу», знаком отличия Иркутской области, региональной наградой «За смелые и решительные действия при спасении людей в экстремальных условиях» и премией Федерации Еврейских Общин России «Человек Года» в номинации «Мужество».

### Поисково-спасательная операция

Поисково-спасательная операция. Кадр репортажа телеканала «НТВ»

На месте катастрофы МЧС России провело поисково-спасательную операцию. Начальник аварийно-спасательной службы Иркутской области Александр Степанов заявил, что большая часть работ будет завершена в течение 2 дней.
Поисково-спасательная операция была завершена 14 июля 2006 года. В результате катастрофы лайнер полностью разрушился и сгорел, относительно уцелели только хвостовая часть и оба крыла вместе с двигателями.

## Расследование
По факту катастрофы было возбуждено уголовное дело по ч. 3 ст. 263 УК РФ («Нарушение правил безопасности движения и эксплуатации воздушного транспорта»). Расследование длилось 2 года и 5 месяцев. Объём материалов уголовного дела составил 55 томов. За это время проверялись более 10 версий причины катастрофы. Было проведено 339 судебных экспертиз, 205 судебно-медицинских; медико-криминалистическая; химико-трасологическая; 3 комплексные лётно-технические; 4 комиссионные психологические экспертизы в отношении погибших пилотов; 128 генетических экспертиз для идентификации личностей погибших.
Расследование причин катастрофы рейса SBI778 проводил Межгосударственный авиационный комитет (МАК).
Окончательный отчёт расследования был опубликован 19 апреля 2007 года. Согласно отчёту:
Причиной катастрофы самолёта А-310 F-OGYP авиакомпании «Сибирь» явились ошибочные и бесконтрольные действия экипажа на этапе пробега после посадки самолёта в конфигурации с деактивированным реверсом тяги одного двигателя. 

После приземления самолёта КВС, при управлении реверсом правого двигателя, непроизвольно и бесконтрольно переместил рычаг управления тягой левого двигателя, реверс которого был деактивирован, из положения «малый газ» в положение значительной прямой тяги. 

При отсутствии должного контроля и информирования со стороны второго пилота за параметрами работы двигателей и скоростью движения самолёта, имея достаточный резерв времени на распознавание сложившейся ситуации, экипаж не принял необходимых мер по переводу левого двигателя на «малый газ» или выключению двигателя. 

Самолёт на большой скорости (~180 км/ч) выкатился за пределы ВПП, столкнулся с бетонным ограждением и строениями, разрушился и сгорел.
9 декабря 2008 года Восточно-Сибирское следственное управление на транспорте Следственного комитета при прокуратуре РФ приняло решение о прекращении уголовного дела по факту катастрофы пассажирского самолёта A310 в аэропорту Иркутска на основании ч. 4 ст. 24 УПК РФ в связи со смертью подозреваемых лиц (подлежащих привлечению к уголовной ответственности) командира экипажа и второго пилота рейса SBI778.
Согласно заключению повторной комплексной лётно-технической судебной экспертизы, «непосредственной причиной авиационной катастрофы явилась нештатная работа систем управления самолёта, их конструктивные недостатки, ошибки в разработке логики бортового компьютера, снижение эффективности торможения самолёта на пробеге». Катастрофа была «вызвана не действиями экипажа или наземных служб — она обусловлена непредвиденной реакцией программного обеспечения самолёта на возникшую при посадке ситуацию».
Следствие было возобновлено в феврале 2009 года из-за необходимости «провести дополнительные экспертизы по ранее неисследованным вопросам».
По уголовному делу, установив факт катастрофы, с учётом её обстоятельств, окончательного отчёта расследования МАК, заключения судебной лётно-технической экспертизы, а также собранных материалов уголовного дела, следствие пришло к выводу, что непосредственной причиной авиакатастрофы явилось столкновение воздушного судна с наземным препятствием, что явилось следствием «увеличения режима левого двигателя (прямой тяги), которое могло быть вызвано действиями со стороны командира воздушного судна». Однако в результате чего был увеличен режим: от непроизвольных и бесконтрольных действий пилотов либо по иной причине, достоверно установить не удалось. Все заключения лётно-технических экспертиз в этой части имели вероятностный характер, кроме того, между ними существовали неустранимые противоречия. Иных способов к установлению причины увеличения режима прямой тяги двигателя № 1 (левого) не имелось. Кабина пилотов не была оборудована системой объективного контроля (видеозаписывающим устройством), лишь посредством которого возможно было бы установить фактические действия пилотов на этапе пробега самолёта. Все возможные следственные действия, направленные на установление причины увеличения прямой тяги двигателя № 1 (левого), были выполнены, иных способов установления объективной картины произошедшего не было.
Тем не менее, оценивая все собранные доказательства в совокупности, с учётом выводов окончательного отчёта расследования МАК и заключений комплексной лётно-технической судебной экспертизы, проведённой НТЦ «Независимая экспертиза и иски в авиации», комплексной лётно-технической судебной экспертизы, проведённой комиссией экспертов под председательством Рубена Есаяна, следствие пришло к выводу, что наиболее вероятной причиной увеличения режима прямой тяги двигателя № 1 (левого) явились непроизвольные ошибочные действия командира экипажа в процессе пробега после посадки (перевод РУД левого двигателя на прямую тягу в процессе управления реверсом двигателя № 2 (правого)) и отсутствие контроля в экипаже (особенно со стороны второго пилота) за своими действиями, параметрами работы двигателей и движением самолёта. Также были рассмотрены иные версии (действия аварийно-спасательной команды и службы поискового и аварийно-спасательного обеспечения полётов), которые не нашли своего подтверждения.
1 марта 2010 года Восточно-Сибирское следственное управление на транспорте Следственного комитета при прокуратуре РФ вновь объявило о прекращении уголовного дела по тому же основанию. По заключению повторной комплексной лётно-технической судебной экспертизы, непосредственной причиной катастрофы стало «столкновение самолёта с наземным препятствием вследствие увеличения режима прямой тяги левого двигателя, происшедшего в результате непроизвольных ошибочных действий экипажа воздушного судна».

## Последствия катастрофы
- День 10 июля 2006 года в России был объявлен днём национального траура, в этот же день в Иркутске прошла панихида по погибшим.
- 12 июля прошли первые похороны погибших. На них авиакомпания «Сибирь» выделила по 50 000 рублей, областная администрация выделила по 100 000 рублей[11].
- 12 июля в Иркутске было подписано соглашение о строительстве нового аэропорта за пределами города[18].

### Комментарии
1. ↑  Здесь и далее указано Всемирное координированное время — UTC